# Вентола, Никола
Нико́ла Ве́нтола (итал. Nicola Ventola, родился 24 мая 1978 в Грумо-Аппула) — итальянский футболист, игравший на позиции нападающего. Известен по выступлению за клубы итальянского первенства и за английский «Кристал Пэлас». В составе молодёжной сборной Италии до 21 года выиграл чемпионат Европы 2000 года, в составе сборной Италии до 23 лет победил на Средиземноморских играх в 1997 году в Бари и выступил на Олимпийских играх 2000 года в Сиднее. Единственный раз попал в заявку основной сборной Италии в 1998 году. Карьеру игрока завершил в феврале 2011 года.

## Ранние годы
Никола Вентола родился 24 мая 1978 года в городе Грумо-Аппула. Его отец Вито был спонсором местной футбольной команды «Грумезе»: спустя 10 лет после кончины Вито Вентолы его имя было присвоено стадиону в Грумо-Аппула за особые заслуги перед клубом, однако клуб вскоре был расформирован, а его стадион стал многократно подвергаться нападению вандалов. Дед Николы, Никола Вентола-старший, также был футболистом и играл за «Наполи». Никола играл в футбол в детстве со многими своими друзьями по двору, его первым футбольным тренером стал Франко Моретти. Никола Вентола стал воспитанником футбольной академии клуба «Бари», в основной команде которого и сделал свои первые шаги.

## Карьера

### Клубная

#### «Бари»
Вентола начал свою профессиональную игровую карьеру в 1994 году — его дебют состоялся 6 ноября 1994 года в матче Серии A, в котором его клуб «Бари» выступал против «Фиорентины» (поражение 0:2). На тот момент ему было 16 лет и 166 дней. Вентола проигрывал конкуренцию дуэту Игора Протти и Кеннета Андерссона, и только после их ухода вышел на первые роли в составе «Бари». Вместе с молодыми Марко Ди Вайо и Франческо Флаки он составил ударное трио клуба: в первом же сезоне после ухода Протти и Андерссона Вентола забил 10 голов (Ди Вайо и Флаки — по три). Тренер Эудженио Фашетти доверял стабильному игроку. В итоге Вентола провёл в клубе четыре сезона (сезон 1996/1997 в Серии B закончился 4-м местом для «Бари», а всего он провёл за «петухов» три сезона в Серии A) и покинул клуб после сезона 1997/1998 — в его активе было 12 голов в 45 встречах, из них 10 забиты в Серии B и 2 в Серии A.

#### «Интер» и аренды
В матче 33-го тура Серии A сезона 1997/1998 в матче «Бари» — «Интер» миланцы вели 1:0 благодаря голу Роналдо, но Никола Вентола на 86-й минуте сумел сравнять счёт, а за минуту до финального свистка «Бари» вырвал сенсационную победу благодаря голу Фила Масинги. Именно «Интернационале» стал следующим клубом в карьере Вентолы: президент Массимо Моратти приобрёл игрока за 9 миллионов долларов США. На протяжении своей карьеры в «Интере» Вентола выступал под номером 78, поскольку решил указывать на футболке год своего рождения. Считается, что именно Вентола заложил традицию среди некоторых игроков Серии А указывать год рождения на своих футболках: в частности, в «Милане» этому примеру следовали Рональдиньо (игровой номер 80), Андрей Шевченко (игровой номер 76), Матьё Фламини (игровой номер 84) и Лука Антонини (игровой номер 77).
В сезоне 1998/1999 итальянского первенства Вентола дебютировал в составе «Интера», сыграв 21 матч в Серии A и забив шесть голов. Первый матч за «нерадзурри» Вентола провёл 20 сентября 1998 года против клуба «Кальяри» в рамках первого тура Серии А сезона 1998/1999. В матче, который проходил на домашнем стадионе клуба «Кальяри», Вентола вышел на поле вместо Юрия Джоркаеффа на 63-й минуте, и к тому моменту «Интер» проигрывал 0:2 после голов Мохамеда Каллона и Роберто Муцци, однако на 77-й и на 83-й минутах Вентола забил свои голы и помог клубу уйти от поражения. Помимо Джоркаеффа, Вентола играл в одном составе с такими звёздами, как Роналдо, Роберто Баджо, Иван Саморано и Андреа Пирло. Несмотря на то, что «Интер» провалил сезон 1998/1999, финишировав только восьмым в Серии A, Никола отметился 11 голами во всех турнирах с участием «Интера»: так, он забил гол на групповом турнире Лиги чемпионов УЕФА в ворота московского «Спартака», а в четвертьфинале Лиги чемпионов отличился и в матче против «Манчестер Юнайтед».
Через год главным тренером «Интера» стал Марчелло Липпи, который добился приобретения за 32 миллиона фунтов стерлингов Кристиана Вьери из «Лацио» — самого дорогого на тот момент трансфера в истории футбола. Вентола был отдан в аренду в «Болонью», но на фоне Кеннета Андерссона, с которым играл в «Бари», не выделялся — в дуэте с Андерссоном играл Джузеппе Синьори, а Никола остался только третьим нападающим. В 15 матчах он не отличился ни разу. Позже два сезона он провёл на правах аренды в «Аталанте» после того, как его обменяли на Коррадо Коломбо. В составе «Болоньи» Вентола провёл 14 игр в Серии A 1999/2000 (без забитых голов), а также суммарно 7 игр в Кубке Италии и Кубке УЕФА в сезоне 1999/2000 (итого забил 4 гола). В составе «Аталанты» Вентола провёл 28 игр в Серии A 2000/2001, забив 10 голов.
В 2001 году Вентола вернулся в «Интер», но из-за нескольких травм сыграл всего 16 встреч и забил 4 гола в сезоне 2001/2002, а «Интер» не сумел завоевать чемпионский титул. В еврокубках Вентола сыграл 9 встреч, отличившись 5 раз, а «нерадзурри» достигли полуфинала Кубка УЕФА — именно гол Вентолы на 3-й минуте ответного матча против «Валенсии» позволил «Интеру» достичь стадии полуфинала. Всего же за тот сезон он отличился 10 раз во всех турнирах. В сезоне 2002/2003 Вентола не попадал в основной состав: хотя из клуба ушли Хакан Шукюр и Робби Кин, но уже под руководством Эктора Купера в нападении стали играть Мохамед Каллон и Адриано, вытеснить которых Вентола из состава не мог. Поэтому в 2003 году он снова был отдан в аренду, на этот раз команде «Сиена» — в сезоне 2003/2004 Серии A Вентола сыграл 28 игр и забил 4 гола за «Сиену». В последний день трансферного окна в августе 2004 года Вентолу арендовал английский клуб «Кристал Пэлас» из английской Премьер-лиги, однако итальянец из-за травмы пропустил весь сезон, сыграв всего три матча и забив единственный гол в матче предпоследнего тура АПЛ против «Саутгемптона».

#### После ухода из «Интера»
Контракт Вентолы с «Интером» истёк в 2005 году, и клуб отпустил игрока бесплатно. Ставший свободным агентом, Вентола в июле того же года заключил двухлетний контракт с «Аталантой», с которой выиграл Серию B в сезоне 2005/2006: в 35 играх он забил 15 голов. В сезоне 2006/2007 в Серии A он забил 6 голов в 29 встречах, но его контракт с клубом не был продлён по окончании сезона. В июне 2007 года он перешёл в «Торино» на два года: в первом сезоне в 21 матче забил 4 гола, во втором — в 14 матчах забил дважды. 28 сентября 2008 года в матче против «Лацио» Никола Вентола вынужден был встать в ворота вместо удалённого Маттео Серени, поскольку на тот момент «Торино» исчерпал лимит замен, однако не сумел отразить пенальти Мауро Сарате, а «Лацио» в итоге победил со счётом 3:1. После вылета «Торино» в Серию B контракт Вентолы не был продлён.
Вентола подумывал о завершении карьеры, поскольку его переговоры с клубами «Бари» и «Катанья» сорвались, а предложения клубов «Фрозиноне» и «Модена» он отклонил. По совету бывшего одноклубника из «Бари», вратаря Альберто Фонтаны, Вентола начал переговоры с клубом Профессиональной лиги «Новара», подписав контракт 3 ноября 2009 года. Дебют состоялся 9 ноября в матче против «Лекко» (победа 3:0). Первый гол забил 17 января 2010 года в матче против «Комо» (завершился вничью), а 25 апреля отличился в матче против «Кремонезе» и вывел «Новару» в Серию B. 27 января 2011 года Никола Вентола объявил о завершении карьеры в связи с проблемами со здоровьем. Всего за свою карьеру он забил 90 мячей в 342 официальных матчах.

### В сборных
Первую игру за сборную Италии до 16 лет (игроки 1977 года рождения) Никола провёл в отборочном турнире к чемпионату Европы 1994 года, забив в двух встречах один гол: в первой он вышел на замену вместо Ивано Монтанаро, во второй — в стартовом составе. На его счету один гол за сборную Италии до 18 лет на чемпионате Европы среди игроков до 18 лет, на турнире Никола был капитаном команды. После смены поколений в команде до 18 лет Никола был вызван в молодёжную сборную как один из самых юных игроков и дебютировал за команду 3 октября 1996 года в возрасте 18 лет в матче отбора на чемпионат Европы 1998 года, выйдя на замену вместо Фабрицио Каммарата.
За сборные до 21 и до 23 лет Вентола сыграл 25 игр, отличившись 12 раз. В 1997 году сборная Италии с Вентолой победила на Средиземноморских играх в Бари, а в 2000 году выиграла чемпионат Европы среди молодёжных команд (не старше 21 года), причём один из его голов, забитый в матче отборочного цикла молодёжного Евро против Дании (победа 3:1), обеспечил итальянской сборной первое место в отборочной группе. Вентола — участник летних Олимпийских игр 2000 года в Сиднее, его сборная на том турнире дошла до стадии четвертьфинала, где проиграла будущим серебряным призёрам — сборной Испании.
Единственный раз в заявку основной сборной Италии Вентола попал по решению главного тренера Дино Дзоффа перед матчем против Швейцарии, который прошёл 10 октября 1998 года в Удине на стадионе «Фриули» в рамках отбора на чемпионат Европы. Италия выиграла 2:0, но Вентола на поле так и не вышел.

## Стиль игры
Вентола — талантливый и ловкий игрок, бьющий с правой ноги и обладающий хорошей техникой. Вентола считался одним из перспективнейших игроков клуба «Бари» и всего итальянского футбола, однако перенёс множество травм. В качестве его характеристик как нападающего выделялись скорость, мощность удара, умение играть головой, позиционное чутьё, хорошее видение поля и ворот, а также умение действовать из глубины. Хотя он играл преимущественно на позиции центрального нападающего, он также появлялся и на более глубокой позиции второго нападающего, поскольку умел слаженно работать с другими игроками и создавать для них опасные моменты.

## После карьеры игрока
С декабря 2011 года по апрель 2013 года Вентола был отстранён от футбольной деятельности в связи с коррупционным скандалом в итальянском футболе, связанным со ставками игроков на исходы матчей и получившим название «Кальчоскомессе» (итал. Calcioscommesse). В январе 2012 года Вентола заключил контракт с телеканалом Sky Italia, начав работать комментатором матчей итальянской Серии B. Дебют Вентолы состоялся в январе 2012 года на матче Серии B между клубами «Торино» и «Альбинолеффе», однако вскоре он покинул канал. Вентола отклонил предложение одной из команд Серии B, претендовавшей на выход в Серию A, стать её спортивным директором.
Вскоре Вентола переехал с семьёй в США, в штат Калифорния, где встретил предпринимателя Джанлуку Мек и занялся бизнесом. Вместе с Эриком Тохиром, президентом «Интера», он начал рекламировать продукты питания компании Tisanoreica, средства от продажи которых он собирался использовать для строительства футбольной школы в Лос-Анджелесе и для дальнейшей рекламы Tisanoreica. Его супруга Картика Луйет открыла в Лос-Анджелесе косметическую компанию Kure Bazar.
Некоторое время после завершения карьеры Вентола проживал в Дубае, где работал независимым экспертом Abu Dhabi Media. Министр спорта Объединённых Арабских Эмиратов привлекал Вентолу и его агента Джованни Бьянкини, а также ещё нескольких тренеров, физиотерапевтов и спортивных юристов, к нескольким проектам по развитию футбола в стране. Сам Вентола окончил школу по специальности «юриспруденция», однако утверждает, что не собирает заниматься юридической карьерой и будет в дальнейшем посещать тренерские курсы.

## Личная жизнь

### Семья
На протяжении пяти лет Вентола встречался с актрисой и телеведущей Бьянкой Гуаччеро, с которой познакомился ещё в школе. В настоящее время состоит в браке со швейцарско-бразильской моделью Картикой Луйет. У пары есть сын Келиан (родился 22 сентября 2003 года), а Картика ради семьи отказалась от карьеры модели.
В родном городе игрока Грумо-Аппула проживает мать Николы, там же похоронен его отец. Жена и дети Николы проводят часть времени в Лос-Анджелесе, часть — в Груммо-Аппула.

### Увлечения и кумиры
Одним из увлечений Вентолы является покер: дебют игрока в партиях состоялся на турнире IPT PokerStars на Мальте после того, как игрок заключил контракт с букмекерской конторой Bet1128. В 2013 году президент «Интера» Эрик Тохир назвал Николу Вентолу своим любимым игроком и лучшим нападающим «Интера» за историю клуба. Кумиром самого Николы считается Джанфранко Дзола.

### Скандалы
Вентола был фигурантом двух уголовных дел, связанных с футболом. В 2003 году его обвиняли в незаконной игре на тотализаторе, однако суд признал игрока невиновным. В 2010 году ему предъявили обвинения в организации договорного матча Кубка Италии между клубами «Кьево» и «Новара», завершившегося победой «Кьево» со счётом 3:0 — это было одно из обвинений, связанных со ставочным скандалом «Кальчоскоммессе». 18 июня 2012 года итальянский суд отстранил Вентолу, уже завершившего игровую карьеру, на 3 года и 6 месяцев от любой футбольной деятельности, однако уже в апреле 2013 года Вентола снова занялся футбольной деятельностью.

## Статистика клубных выступлений
| Сезон            | Клуб             | Чемпионат        | Чемпионат | Чемпионат | Кубок страны                | Кубок страны | Кубок страны | Еврокубки | Еврокубки | Еврокубки | Прочие кубки        | Прочие кубки | Прочие кубки | Итого | Итого |
| Сезон            | Клуб             | Лига             | Игры      | Голы      | Лига                        | Игры         | Голы         | Лига      | Игры      | Голы      | Лига                | Игры         | Голы         | Игры  | Голы  |
| ---------------- | ---------------- | ---------------- | --------- | --------- | --------------------------- | ------------ | ------------ | --------- | --------- | --------- | ------------------- | ------------ | ------------ | ----- | ----- |
| 1994/1995        | Бари             | Серия A          | 1         | 0         | Кубок Италии                | 0            | 0            | -         | -         | -         | -                   | -            | -            | 1     | 0     |
| 1995/1996        | Бари             | Серия A          | 7         | 0         | Кубок Италии                | 0            | 0            | -         | -         | -         | -                   | -            | -            | 7     | 0     |
| 1996/1997        | Бари             | Серия B          | 28        | 10        | Кубок Италии                | 3            | 0            | -         | -         | -         | -                   | -            | -            | 31    | 10    |
| 1997/1998        | Бари             | Серия A          | 8         | 2         | Кубок Италии                | 4            | 1            | -         | -         | -         | -                   | -            | -            | 12    | 3     |
| Итого (Бари)     | Итого (Бари)     | Итого (Бари)     | 44        | 12        |                             | 7            | 1            |           | -         | -         |                     | -            | -            | 51    | 13    |
| 1998/1999        | Интер            | Серия A          | 21+2      | 6+1       | Кубок Италии                | 7            | 1            | ЛЧ        | 7         | 3         | -                   | -            | -            | 37    | 11    |
| 1999/2000        | Болонья          | Серия A          | 14        | 0         | Кубок Италии                | 2            | 2            | КУЕФА     | 5         | 2         | -                   | -            | -            | 21    | 4     |
| 2000/2001        | Аталанта         | Серия A          | 28        | 10        | Кубок Италии                | 4            | 1            | -         | -         | -         | -                   | -            | -            | 32    | 11    |
| 2001/2002        | Интер            | Серия A          | 16        | 4         | Кубок Италии                | 2            | 1            | КУЕФА     | 9         | 5         | -                   | -            | -            | 27    | 10    |
| 2002/2003        | Интер            | Серия A          | 0         | 0         | Кубок Италии                | 0            | 0            | ЛЧ        | 0         | 0         | -                   | -            | -            | 0     | 0     |
| 2003/2004        | Сиена            | Серия A          | 28        | 4         | Кубок Италии                | 4            | 1            | -         | -         | -         | -                   | -            | -            | 32    | 5     |
| 2004             | Интер            | Серия A          | -         | -         | Кубок Италии                | -            | -            | ЛЧ        | 1         | 0         | -                   | -            | -            | 1     | 0     |
| Итого (Интер)    | Итого (Интер)    | Итого (Интер)    | 37+2      | 10+1      |                             | 9            | 2            |           | 17        | 8         |                     | -            | -            | 65    | 21    |
| 2004/2005        | Кристал Пэлас    | АПЛ              | 3         | 1         | Кубок Англии+Кубок лиги     | 0            | 0            | -         | -         | -         | -                   | -            | -            | 3     | 1     |
| 2005/2006        | Аталанта         | Серия B          | 35        | 15        | Кубок Италии                | 2            | 0            | -         | -         | -         | -                   | -            | -            | 37    | 15    |
| 2006/2007        | Аталанта         | Серия A          | 29        | 6         | Кубок Италии                | 3            | 2            | -         | -         | -         | -                   | -            | -            | 32    | 8     |
| Итого (Аталанта) | Итого (Аталанта) | Итого (Аталанта) | 92        | 31        |                             | 9            | 4            |           | -         | -         |                     | -            | -            | 101   | 35    |
| 2007/2008        | Торино           | A                | 21        | 4         | Кубок Италии                | 1            | 1            | -         | -         | -         | -                   | -            | -            | 22    | 5     |
| 2008/2009        | Торино           | Серия A          | 14        | 2         | Кубок Италии                | 2            | 0            | -         | -         | -         | -                   | -            | -            | 16    | 2     |
| Итого (Торино)   | Итого (Торино)   | Итого (Торино)   | 35        | 6         |                             | 3            | 1            |           | -         | -         |                     | -            | -            | 38    | 7     |
| 2009/2010        | Новара           | Лига Про         | 17        | 4         | Кубок Италии+Кубок Лиги Про | 0            | 0            | -         | -         | -         | Суперкубок Лиги Про | 2            | 0            | 19    | 4     |
| 2010/2011        | Новара           | Серия B          | 9         | 0         | Кубок Италии                | 3            | 0            | -         | -         | -         | -                   | -            | -            | 12    | 0     |
| Итого (Новара)   | Итого (Новара)   | Итого (Новара)   | 26        | 4         |                             | 3            | 0            |           | -         | -         |                     | 2            | 0            | 31    | 4     |
| Итого за карьеру | Итого за карьеру | Итого за карьеру | 279+2     | 68+1      |                             | 37           | 11           |           | 22        | 10        |                     | 2            | 0            | 342   | 90    |

## Достижения

### Клубные
Бари
- Чемпион Серии B: 1996/1997

Аталанта
- Чемпион Серии B: 2005/2006

Новара
- Чемпион Высшего дивизиона Профессиональной лиги: 2009/2010 (Группа A)
- Обладатель Суперкубка Лиги Высшего дивизиона[англ.]: 2010

### В сборной
Италия
- Чемпион Средиземноморских игр[англ.]: 1997[англ.][27]
- Чемпион Европы среди молодёжи: 2000[28]

## Комментарии
1. 1 2  В том числе турнир за попадание в квалификацию к Кубку УЕФА
2. ↑  Квалификационный раунд